# Tháng Kem Quốc gia
Tháng Kem Quốc gia là ngày lễ kỷ niệm được cử hành vào tháng Bảy hàng năm và Ngày Kem Quốc gia được cử hành vào ngày Chủ nhật thứ ba tháng Bảy ở nước Mỹ.
Lễ kỷ niệm này bắt nguồn từ nghị quyết chung số 298 tại Thượng viện Hoa Kỳ, dưới sự bảo trợ của Thượng nghị sĩ Walter Dee Huddleston bang Kentucky vào ngày 17 tháng 5 năm 1984, và nghị quyết chung số 543 tại Hạ viện Hoa Kỳ, được sự bảo trợ của Dân biểu Kika de la Garza bang Texas vào ngày 11 tháng 4 năm 1984. Nghị quyết công bố tháng 7 năm 1984 là "Tháng Kem Quốc gia" và ngày 15 tháng 7 năm 1984, là "Ngày Kem Quốc gia". Tổng thống Ronald Reagan đã đem bản nghị quyết này ký thành luật công vào ngày 9 tháng 7 năm 1984, với Tuyên ngôn Tổng thống số 5219.
Dù nghị quyết này chỉ đề cập đến một ngày tháng cụ thể trong năm 1984, buổi lễ kỷ niệm vẫn được tổ chức trong suốt nhiều năm kể từ đó do các nhà sản xuất kem công bố.